# Ann Jones
Ann Jones (Adrianne Shirley Haydon quando solteira) CBE (Birmingham, 7 de outubro de 1938), é um ex-tenista britânica nascida na Inglaterra.. 

## Grand Slam finais

### Singles: 9 (3–6)
| Resultado | Ano  | Campeonato       | Piso   | Oponente             | Placar        |
| Campeã    | 1961 | Aberto da França | Saibro | Yola Ramírez         | 6–2, 6–1      |
| Vice      | 1961 | US Open          | Grama  | Darlene Hard         | 6–3, 6–4      |
| Vice      | 1963 | Aberto da França | Saibro | Lesley Turner Bowrey | 2–6, 6–3, 7–5 |
| Campeã    | 1966 | Aberto da França | Saibro | Nancy Richey         | 6–3, 6–1      |
| Vice      | 1967 | Wimbledon        | Grama  | Billie Jean King     | 6–3, 6–4      |
| Vice      | 1967 | US Open          | Grama  | Billie Jean King     | 11–9, 6–4     |
| Vice      | 1968 | Aberto da França | Saibro | Nancy Richey         | 5–7, 6–4, 6–1 |
| Vice      | 1969 | Aberto da França | Saibro | Margaret Court       | 6–1, 4–6, 6–3 |
| Campeã    | 1969 | Wimbledon        | Grama  | Billie Jean King     | 3–6, 6–3, 6–2 |

### Duplas: 6 (3–3)
| Resultado | Ano  | Campeonato       | Piso   | Parceira            | Oponentes                     | Placar         |
| Vice      | 1960 | Aberto da França | Saibro | Patricia Ward Hales | Maria Bueno Darlene Hard      | 6–2, 7–5       |
| Vice      | 1960 | US Open          | Grama  | Deidre Catt         | Maria Bueno Darlene Hard      | 6–1, 6–1       |
| Campeã    | 1963 | Aberto da França | Saibro | Renee Schuurman     | Margaret Court Robyn Ebbern   | 7–5, 6–4       |
| Campeã    | 1968 | Aberto da França | Saibro | Françoise Dürr      | Rosie Casals Billie Jean King | 7–5, 4–6, 6–4  |
| Vice      | 1968 | Wimbledon        | Grama  | Françoise Dürr      | Rosie Casals Billie Jean King | 9–11, 6–4, 6–2 |
| Campeã    | 1969 | Aberto da França | Saibro | Françoise Dürr      | Margaret Court Nancy Richey   | 6–0, 4–6, 7–5  |

### Duplas Mistas: 5 (1–4)
| Resultado | Ano  | Campeonato       | Piso   | Parceiro       | Oponentes                            | Placar                                     |
| Vice      | 1960 | Aberto da França | Saibro | Roy Emerson    | Maria Bueno Bob Howe                 | 1–6, 6–1, 6–2                              |
| Vice      | 1962 | Wimbledon        | Grama  | Dennis Ralston | Margaret Osborne duPont Neale Fraser | 2–6, 6–3, 13–11                            |
| Vice      | 1966 | Aberto da França | Saibro | Clark Graebner | Annette Van Zyl Frew McMillan        | 1–6, 6–3, 6–2                              |
| Vice      | 1967 | Aberto da França | Saibro | Ion Ţiriac     | Billie Jean King Owen Davidson       | 6–3, 6–1                                   |
| Campeã    | 1969 | Wimbledon        | Grama  | Fred Stolle    | Judy Tegart Tony Roche               | 6–2, 6–3                                   |
|           | 1969 | Australian Open  | Grama  | Fred Stolle    | Margaret Court Marty Riessen         | *Título compartilhado, final não disputada |